# Adonisea trifascia
Adonisea trifascia là một loài bướm đêm trong họ Noctuidae.